# Arboretum de la Martinière
El Arboreto de la Martinière (en francés : Arboretum de la Martinière) es un jardín botánico y arboreto de 4 hectáreas de extensión de propiedad privada, en Veigné, Francia.
El arboreto es miembro de  la asociación de 'Parcs et Jardins de la Région Centre Val de Loire'

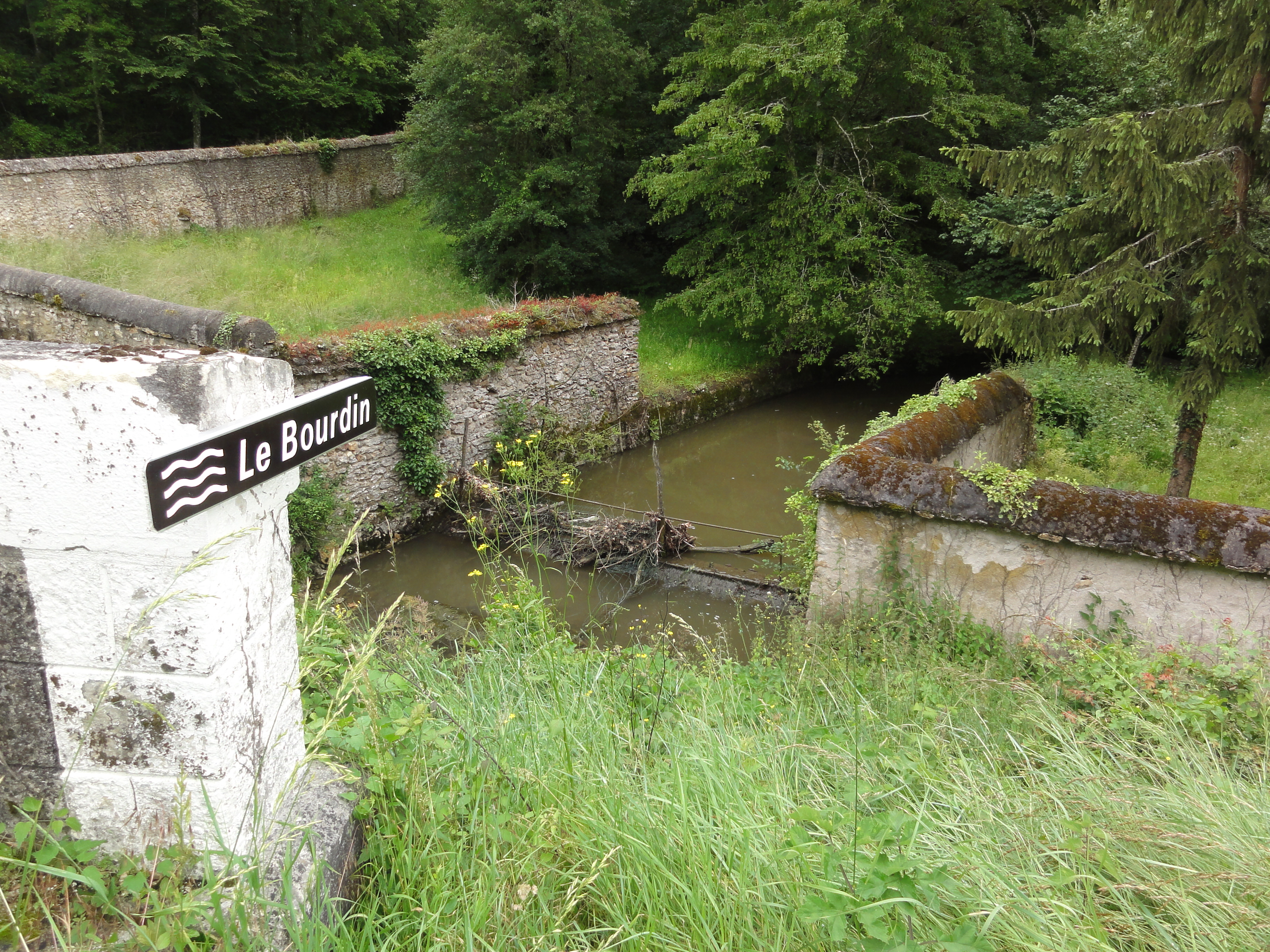
"Le Bourdin" en Veigné.

## Localización
Veigné  es una población y comuna francesa, situada en la región de  Centro, departamento de Indre y Loira, en el distrito de Tours y cantón de Montbazon.
Arboretum de la Martinière  Rue du Lavoir Code Postal 37250 Veigné, Département de Indre-et-Loire, Région de Centre, France-Francia. 
Planos y vistas satelitales, 47°17′15″N 0°44′15″E / 47.28750, 0.73750
Está abierto todos los días del año mediante "rendez-vous" (previa cita) para grupos. Se cobra una tarifa de entrada.

## Historia
El propietario y creador del arboreto es Michel Davo, quién se graduó en la Escuela Nacional Superior de Artes Decorativas, y diseña el arboreto con plantaciones a base de bambú y diversas especies exóticas de vegetales.
Situado en una antigua cantera con dos estanques en el valle del río Indre, las cuatro hectáreas del parque está dedicado a los árboles y arbustos, pero también hay un centenar de variedades de bambú armoniosamente integrados en el sitio.
En el fondo, una colina arbolada, y arboledas se construyeron alrededor de uno o varios temas: mezclas de cortezas, ramas de colores, asociaciones flores, bayas u hojas. 
Esta creación puede aumentar su atractivo en todas las estaciones del año debido a los cambios escénicos (contrastes refinados o violentos, según corresponda). 
Estanques, utilizados por sus reflexiones y niebla, con colecciones de plantas acuáticas y de humedales completan el conjunto. 

## Colecciones
Este arboreto y jardín botánico lo componen dos espacios bien definidos;
Los estanques, alrededor de dos estanques. En verano, los nenúfares florecen en el agua del estanque, que en otoño se cubren con brumas cambiantes. Biotopo de ribera y zona inundable. También contiene un centenar de especies de bambú.
Con el respaldo de un bosque de coníferas en laderas, las plantas se agrupan en arboledas  según diferentes temas: mezclas de corteza de color, frutos u hojas, asociación floraciones. 
El arboreto es un lugar de aclimatación de nuevas especies y su gestión se lleva a cabo en un espíritu naturalista que sugiere una vegetación espontánea.
También es un lugar de experimentación artística. Alberga durante el año diversos eventos nacionales. 
Con especies exóticas como aceres japoneses, Pterocarya fraxinifolia, Liriodendron tulipifera, Liquidambar styraciflua, Alnus firma, Quercus coccinea, Quercus phellos, Alnus cordata, Taxodium distichum, Juglans nigra, y Sequoia sempervirens
Colección de bambús con Phyllostachys viridiglaucescens, Yushania maculata, 